# New-Georgia-Archipel
Die Inselgruppe des New-Georgia-Archipels in den westpazifischen Salomonen ist ein Teil von deren Westprovinz. Die etwa 20 Eilande liegen 100 bis 300 km nordwestlich der Salomonen-Hauptinsel Guadalcanal. Die größeren Inseln haben ein bergiges Profil und sind von tropischem Regenwald bedeckt.

## Geografie
Die Hauptinseln des Archipels sind New Georgia (2037 km²), Vella Lavella (652 km²), Kolombangara (ein ruhender Vulkan mit 705 km²), Ghizo (35 km², mit der Provinzhauptstadt Gizo), Vangunu (509 km²), Rendova (411 km²) und das unbewohnte Tetepare (182 km²). Sie sind alle von Korallenriffen umgeben und umschließen die Marovo-Lagune, die mit 150 Kilometern Länge die größte Salzwasserlagune der Welt ist.
Die größten Städte des Archipels sind Gizo, Munda und Noro. Die Haupteinnahmequellen der Inselbewohner sind die Fischerei und die Forstwirtschaft. Der Tourismus ist erst wenig verbreitet, obwohl der Archipel einen guten Ruf bei Tauchsportlern besitzt. Die Fischwelt ist reichhaltig. In der Marovo-Lagune sind Schwärme von Königsmakrelen, Jackfischen und Barracudas anzutreffen. Auch Adlerrochen und Mantarochen sowie Riffhaie sind gelegentlich hier zu sehen.

## Geschichte
Der Archipel wurde im Sommer 1788 von dem britischen Seefahrer John Shortland als erstem Europäer erreicht und New Georgia benannt.
Im 19. Jahrhundert war das Gebiet der Inseln rund um die Marovo-Lagune gefürchtet, da die einheimische Bevölkerung als Kopfjäger verrufen war. Der Gebrauch menschlicher Köpfe in Beerdigungszeremonien und dem Totenkult trieb die Völker regelmäßig zu Kopfjagden gegeneinander an. Auch im Ritual des Stapellaufs neuer Kriegskanus spielten Köpfe eine zentrale Rolle. Die Jagden weiteten sich zeitweise sogar bis nach Guadalcanal und Santa Isabel aus. Die dortige Bevölkerung lebte in Angst und Schrecken, bis um 1850 der sogenannte Große Friede ausgerufen wurde.
Dieser Friede dauerte jedoch nur bis zur Destabilisierung durch die ersten Europäer, als sie mit ihren eisernen Äxten Pfade durch den Dschungel trieben. Die Insel Roviana war der gefürchtetste Ort, bis der britische District Commissioner George Woodford 1900 die Kopfjagd offiziell verbot und gewaltsam bekämpfte. Heute erinnern noch Artefakte, Geschichten, Lieder und Tänze der Salomonen-Bevölkerung an die Zeit der Kopfjäger.
Der spätere US-Präsident John F. Kennedy strandete Anfang August 1943 im Archipel auf der Insel Kasolo und verbrachte nach der Rettung der Besatzung seines Schnellboots PT-109 dort drei Tage bis zur Rettung. Die kleine Insel wurde damals auch Plum Pudding Island bzw. Kennedy Island genannt.